# China
China is een groot land met een zeer lange geschiedenis, een oude beschaving en cultuur in Oost-Azië. Het hart van China beslaat het vruchtbare gebied tussen de Stille Oceaan ten oosten, de tropische gebieden van Zuidoost-Azië ten zuiden, en de grote gebergtegordels, steppen, taiga en woestijnen van Centraal-Azië en Siberië ten westen en noorden.
Chinezen wonen verspreid over alle delen van de wereld. Ongeveer 1,4 miljard van hen leven in de Volksrepubliek China, dat daarmee qua inwoners het grootste land ter wereld is. De meesten van hen leven in het oosten van het land, in een groot aantal miljoenensteden en op dichtbevolkt platteland. Andere belangrijke populaties Chinezen bevinden zich in Taiwan, Singapore en andere gebieden in Zuidoost-Azië, evenals minderheden in andere Aziatische en westerse landen, sommigen in zogenaamde Chinatowns, stadswijken waar veel Chinese migranten samenwonen.
Gedurende de geschiedenis waren afstanden tot andere delen van Azië en Europa te groot voor grootschalige uitwisseling van ideeën en kennis. China heeft daardoor een unieke eigen beschaving die op een verschillende wijze dan die van het westen ontwikkelde, maar wel in reactie op universele problemen. Vanaf de 5e eeuw v.Chr. ontwikkelde China een eigen filosofie. Het gedachtegoed van Confucius speelt hierin een belangrijke rol. De vervulling van sociale plichten, een duidelijke sociale hiërarchie en handhaving van de maatschappelijke orde, maar ook zelfontplooiing, educatie en pacifisme staan centraal in de Chinese filosofie.
Het hartland van China werd evenwel pas in de 3e eeuw v.Chr. voor het eerst staatkundig verenigd onder de Qin-dynastie. De verdere geschiedenis kenmerkt zich door een afwisseling van verschillende staten en dynastieën. Perioden van eenheid wisselden zich af met perioden waarin verschillende staten elkaar bevochten. China veranderde in deze tijd aanzienlijk: het ontwikkelde eerder dan Europa een vroegmoderne samenleving. China ontwikkelde een bureaucratie gebaseerd op merites van het individu, een in hoge mate gemonetariseerde economie, en een samenleving waarin religies onderling versmolten of vreedzaam naast elkaar bestonden. Er werden technologische en wetenschappelijke ontdekkingen gedaan zoals het buskruit, het kompas, de klok, en de drukkunst, die zich later over de rest van de wereld verspreidden.
De modernisering zoals die in Europa ontwikkelde werd in de loop van de 19e eeuw door het Europese imperialisme aan China opgedrongen. De Chinezen namen veel van de ideeën, die soms haaks stonden op traditionele Chinese waarden, gretig over. Tegelijk verzetten zij zich echter tegen Europese militaire agressie en handelsverdragen. Nationalisme en roep om hervorming leidden tot het einde van de Qing-dynastie in 1912, toen Sun Yat-sen de Republiek China stichtte. Ook deze ging echter snel ten onder. China beleefde daarna een burgeroorlog, een militaire invasie door Japan en het uitroepen van de volksrepubliek door Mao Zedong in 1949.
De volksrepubliek beheerst sindsdien het vasteland van China, verreweg het grootste deel van het land. Mao leidde enkele mislukte sociale experimenten die voor hongersnoden en sociale chaos zorgden, waaronder de Grote Sprong Voorwaarts en de Culturele Revolutie. In deze tijd was de volksrepubliek gemeten naar inkomen per hoofd van de bevolking een van de armste gebieden ter wereld. Mao's opvolger Deng Xiaoping stelde de economie voorzichtig meer open. Sindsdien heeft China een verbazende economische groei doorgemaakt, waardoor het inmiddels de op één na grootste economie ter wereld is. Tegelijkertijd ontwikkelde de Republiek China (Taiwan) zich tot een democratie, terwijl Singapore en Hongkong tot de belangrijkste handelssteden van Oost-Azië uitgroeiden. In respectievelijk 1997 en 1999 werden Hongkong (Brits) en Macau (Portugees) aan de volksrepubliek overgedragen. De economische groei ging gepaard met technologische ontwikkeling en grotere politieke macht en invloed in andere delen van de wereld.

## Geografisch overzicht

Provincies van de Volksrepubliek China en rechtsonder de republiek Taiwan

De Chinese naam voor China is "zhong guo", wat 'middenland' betekent. Dit laat zien dat de Chinezen hun land als het middelpunt van de wereld zagen, wat niet zo vreemd is omdat het een grote bevolking en hoogstaande beschaving had vergeleken met de omringende gebieden, en relatief geïsoleerd lag van andere grote beschavingen zoals India of Europa. Grofweg strekt China zich van zuid naar noord uit tussen 20° en 50° noorderbreedte, een lengte van 3500 km. Van west naar oost bevindt het 'eigenlijke China' zich ongeveer tussen 100° tot 130° oosterlengte. De Volksrepubliek beslaat ook gebieden verder naar het westen; dit 'verre westen van China' reikt tot 74° oosterlengte, waarmee de totale afstand van west naar oost meer dan 5000 km is. De indeling van de Volksrepubliek in een 'eigenlijk' of 'traditioneel' China en een 'buitengebied' is gebruikelijk. Het eigenlijke China is het gebied waar verreweg het grootste deel van de bevolking van de Volksrepubliek woont. De bevolking leeft hier al eeuwen sedentair en bestaat uit etnische Han-Chinezen. Vrijwel al het beschikbare land is er in gebruik voor intensieve landbouw en de bevolkingsdichtheid is er groot. Het buitengebied, aan de andere kant, leent zich wegens droge en koude klimaten niet voor de landbouw. De bevolking leeft hier voornamelijk een nomadisch bestaan en bestond historisch uit Mantsjoes, Mongolen, Oeigoeren, Kazachen, Tibetanen en andere volkeren die afwisselend een bedreiging vormden of schatting betaalden aan de Chinese keizers.

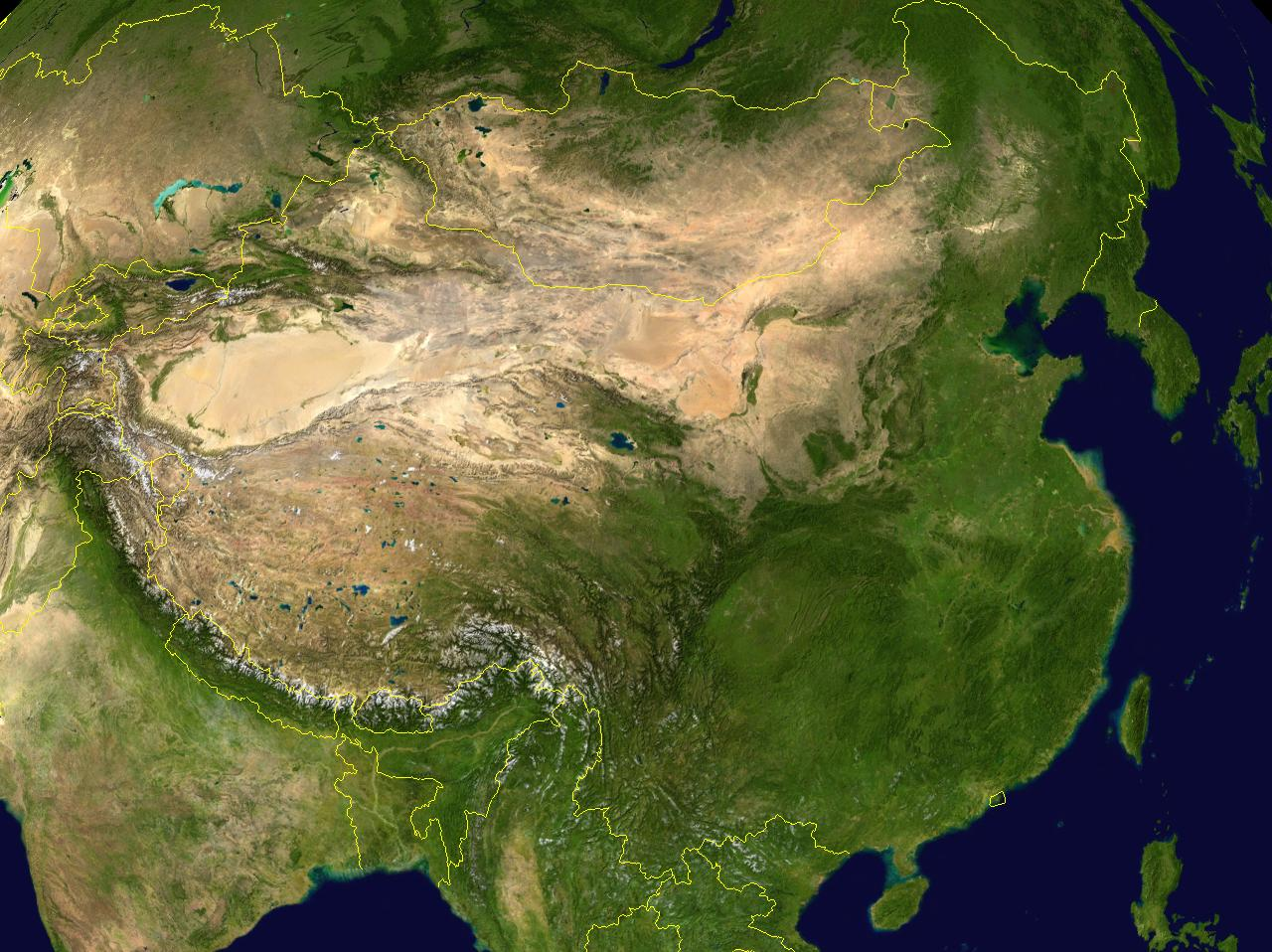
Satellietfoto van het geografische gebied China. De grenzen van de huidige Volksrepubliek China zijn met gele lijnen aangegeven.

China bevindt zich aan de oostelijke kant van de landmassa van Eurazië, het grootste continent ter wereld. Het wordt in het oosten en zuiden omringd door de Stille Oceaan, de grootste oceaan ter wereld. Langs de oostelijke rand van Eurazië wordt het open deel van de oceaan gescheiden van een gordel van ondiepe zeeën van het continentaal plat. In het noorden ligt de Gele Zee, waarvan een uitloper, de Golf van Bohai, in het noorden van China steekt. De Gele Zee scheidt China van het Koreaans Schiereiland. Verder naar het zuiden ligt de Oost-Chinese Zee, die door de Riukiu-eilanden ten zuiden van Japan van de eigenlijke oceaan wordt gescheiden. Tussen het eiland Taiwan en het vasteland van China ligt de 180 km brede Straat van Taiwan. Ten zuiden van Taiwan begint de Zuid-Chinese Zee, die tussen China, Indochina, de Filipijnen en het eiland Borneo ligt. Het eiland Hainan is het zuidelijkste deel van de Volksrepubliek. Een uitloper van de Zuid-Chinese Zee, de Golf van Tonkin, ligt tussen Hainan, de Chinese zuidkust en het vasteland van Indochina.

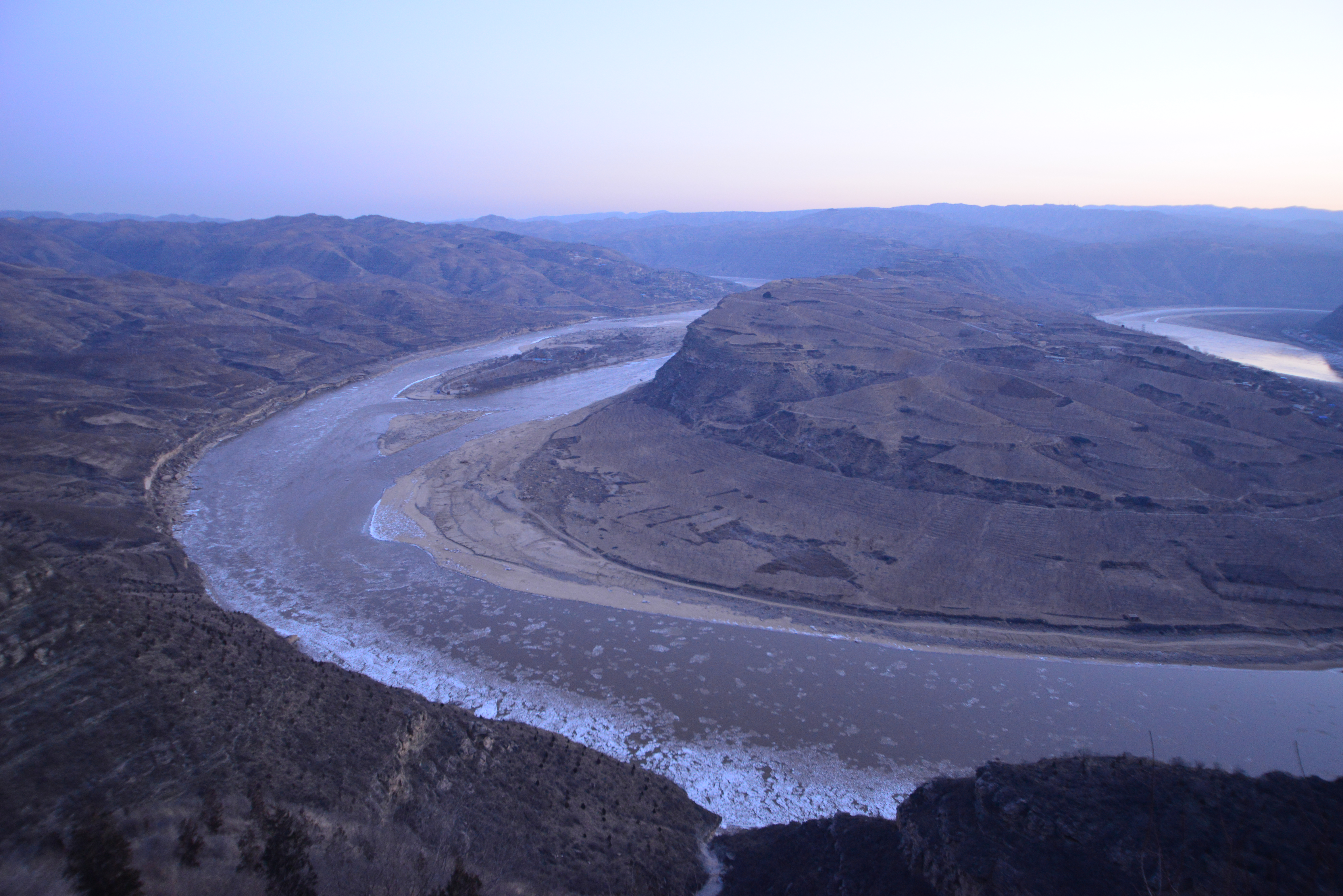
Bocht in de Gele Rivier bij Yonghe, in de provincie Shanxi.

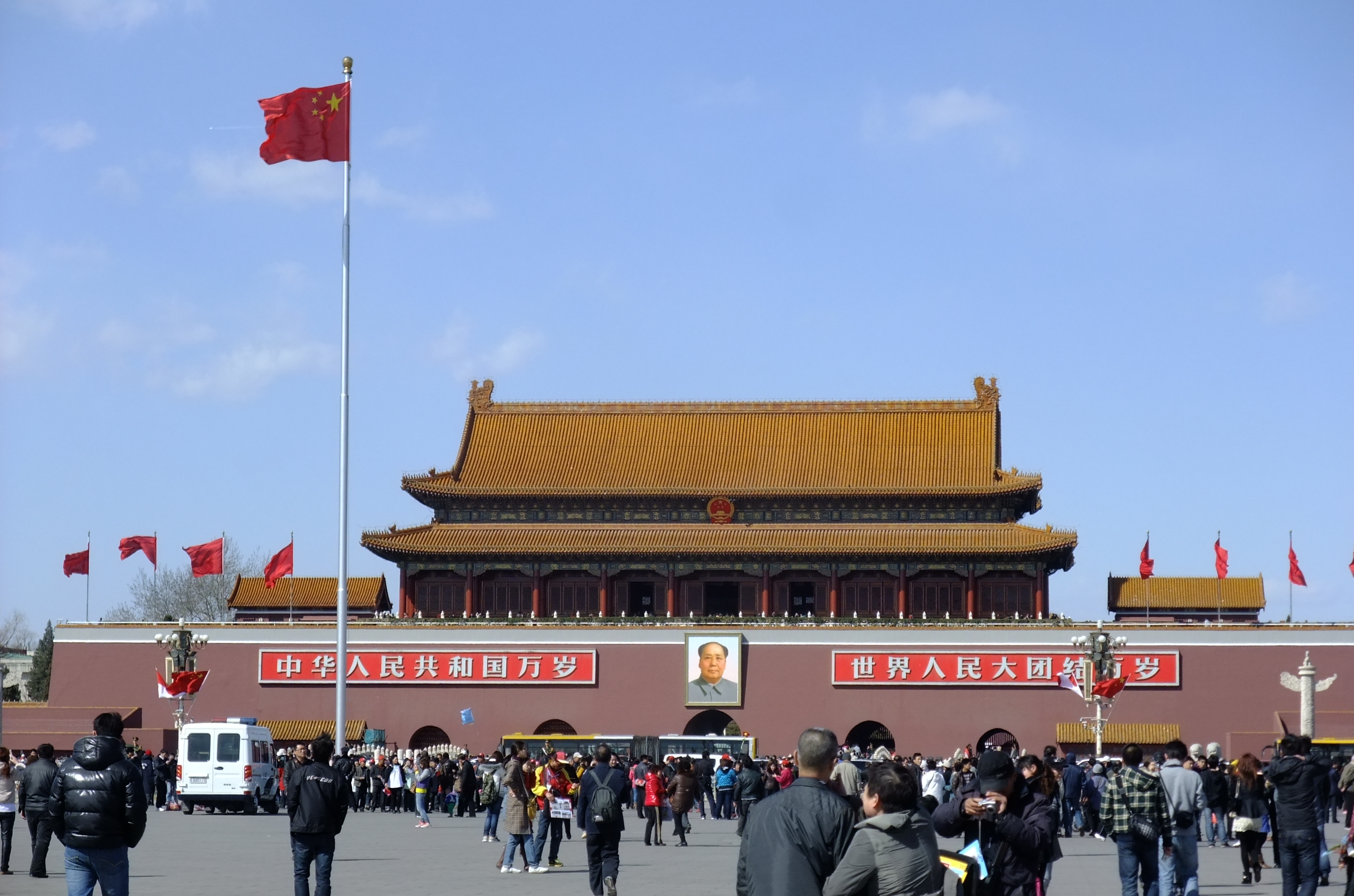
De poort van de hemelse vrede in Beijing. Dit is de zuidelijke toegangspoort tot de "verboden stad", waar vanaf de 15e eeuw de Chinese keizers leefden. Tegenwoordig is de verboden stad een museum.

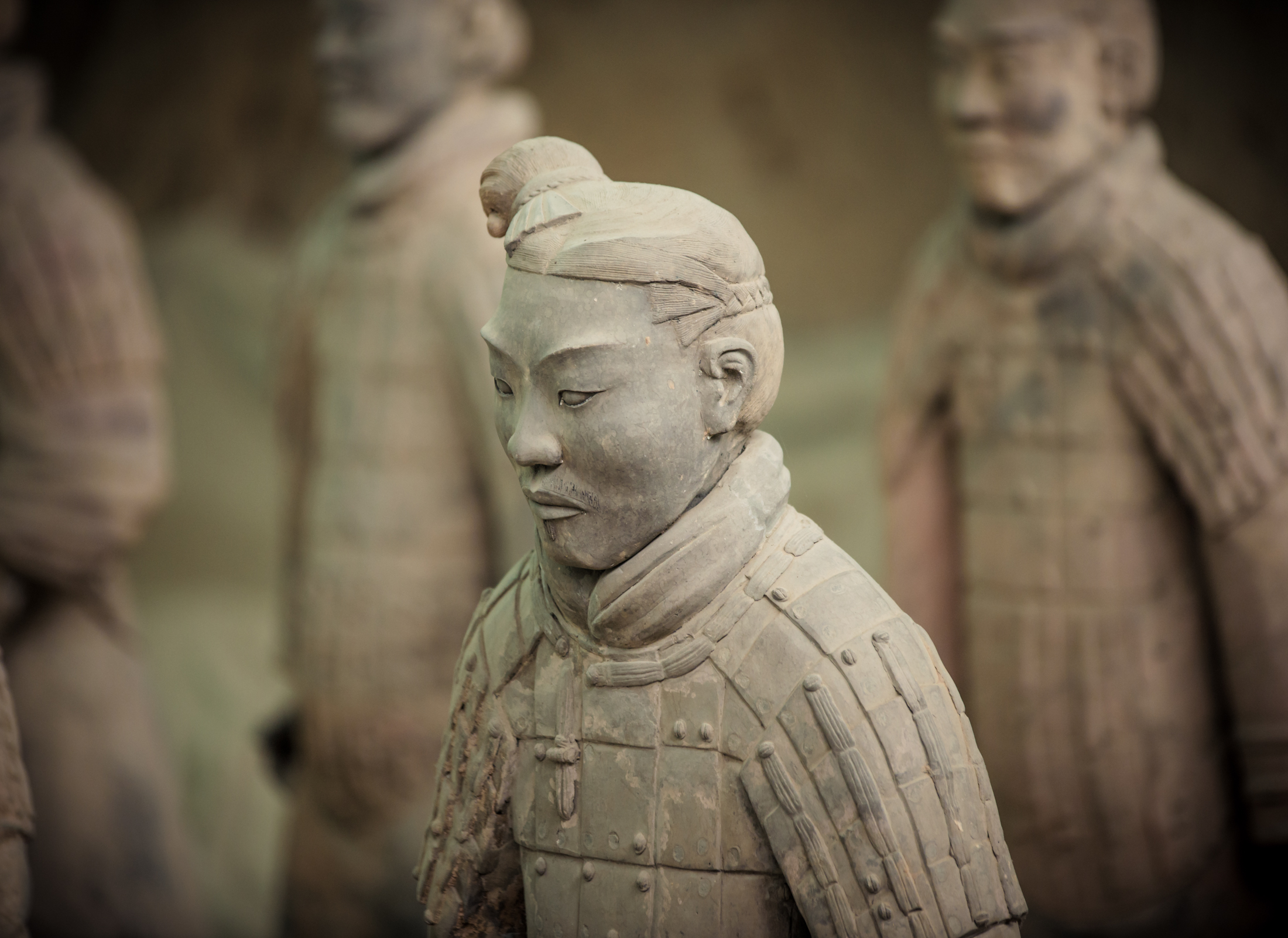
Terracotta beelden uit het zogenaamde terracottaleger, opgegraven nabij de stad Xi'an (provincie Shaanxi). De beelden werden in als grafgiften meebegraven met de eerste keizer van een verenigd China, Qin Shi Huangdi (overleden in 210 v.Chr.).

De Chinese beschaving ontwikkelde zich rond drie grote rivieren: de Huang He of Gele Rivier in het noorden, de Yangtze (soms Blauwe Rivier genoemd) in het midden, en de Xi Jiang (westrivier) in het zuiden. Het grootste deel van China heeft een grillig reliëf. In het westen vormen het Himalaya-systeem van bergketens en het Tibetaans Plateau een formidabele barrière. China wordt echter ook doorkruist door een groot aantal kleinere bergketens en vlak land is eerder uitzondering dan regel. Rivieren boden van oudsher een gemakkelijke en goedkope transportmogelijkheid door het land, en rivierdalen boden bovendien vruchtbare grond. Tegenwoordig leeft nog steeds het grootste deel van de Chinese bevolking aan of nabij rivieren of hun mondingen. De vele gebergtes dwingen de rivieren echter ook tot diverse bochten en omwendingen.
De Huang He en Yantse ontspringen beide in het hooggebergte van het westen van Tibet. De Huang He is ongeveer 5700 km lang en stroomt door het vruchtbare maar droge lössplateau van het noorden van China alvorens in de provincie Shandong ten zuiden van Beijing in de Gele Zee te stromen. De Yangtze of Jangtsekiang heeft een veel groter debiet dan de Gele Rivier en is met 6300 km ook langer; gemeten naar lengte is dit de derde rivier ter wereld. Deze rivier en haar zijtakken voorzien ongeveer de helft van de Chinese bevolking van water. Haar stroomgebied heeft een natter klimaat en is daarom agrarisch zeer productief. De Yangtze is bevaarbaar van de stad Chongqing tot haar monding nabij Shanghai, een afstand van ongeveer 1440 km. De derde rivier, de Xi Jiang, is met een lengte van ongeveer 2650 km korter, maar loopt eveneens van west naar oost. Deze rivier bevloeit een belangrijk gebied in het zuiden van China en is de langste tak van de Parelrivier, een estuarium dat nabij de miljoenensteden Guangzhou (Kanton) en Hongkong uitmondt in de Zuid-Chinese Zee.
Het eigenlijke China kan verdeeld worden in een noorden, zuiden, oosten, westen en noordoosten. Deze delen van China verschillen van klimaat, landschap, cultuur, cuisine en taal. De belangrijkste scheiding is die tussen noord en zuid, die ongeveer ligt bij de Qinling Shan of de Yangtze.

### Noord-China
Het noorden is de bakermat van de Chinese cultuur en is waar in het eerste millennium v.Chr. de eerste Chinese staten ontstonden rond de middenloop van de Gele Rivier. In het noorden vormt de Gobiwoestijn de natuurlijke grens. Het grootste deel van het noorden van China is een vrijwel vlak plateauland dat wegens het voorkomen van löss in de ondergrond het lössplateau wordt genoemd. Löss is een fijn, gelig sediment dat door de wind wordt aangevoerd uit deze woestijn. Het vormt de bovenste laag in de ondergrond en maakt de bodem erg vruchtbaar. Löss spoelt echter ook makkelijk weg en dit maakt het gebied ook zeer gevoelig voor erosie en landdegradatie. De löss wordt makkelijk weggespoeld en door rivieren meegenomen: de Gele Rivier dankt er haar kleur aan. De onregelmatige afwatering en onverwachtse overstromingen maken dat de rivier naast een zegen ook als een gevaar wordt gezien. Centraal in het gebied ligt de oude hoofdstad Xi'an (meer dan 10 miljoen inwoners), bekend om het vlakbij opgegraven terracottaleger en zijn islamitische minderheid. Andere grote steden zijn Zhengzhou (bijna 6 miljoen inwoners), Taiyuan (rond 3 miljoen inwoners) en Jinan (bijna 7 miljoen inwoners) verder naar het oosten en Lanzhou (ongeveer 3 miljoen inwoners) in het westen.
In het oosten ligt langs de rand van het Lössplateau de Taihang Shan, een middelgebergte. Achter deze bergen bevindt zich de kustvlakte waar twee nog grotere metropolen liggen: de Chinese hoofdstad Beijing (meer dan 20 miljoen inwoners) en de havenstad Tianjin (meer dan 12 miljoen inwoners), een belangrijk centrum voor de metaal- en auto-industrie. De Grote Muur loopt van het bergland ten noorden van Beijing naar het westen. Er is in feite niet één muur, maar er zijn er meer, in de loop der eeuwen aangelegd om de handel te beheersen en China tegen invallen uit het noorden te beschermen. Het best bewaard zijn de delen uit de tijd van de Mingdynastie. Deze zijn in totaal meer dan 6000 km lang.
Ten zuiden van Tianjin mondt de Gele Rivier uit in zee. De Gele Zee wordt naar het noorden toe smaller en vormt daar de Baai van Korea, die door twee schiereilanden van de Golf van Bohai wordt gescheiden. Het bergachtige schiereiland Shandong heeft als hoogste punt de berg Taishan (1533 m), een van de vijf heilige bergen van China. Aan de oostkant van de golf ligt het eveneens bergachtige schiereiland Liaodong.

### Oost-China

De skyline van het centrum van Shanghai in 2017.

Het oosten van China is het economisch meest ontwikkelde deel van het land. De kustlijn van het vasteland heeft een totale lengte van rond de 14.500 km. In het noorden komen overwegend zandige kusten voor, terwijl in het zuiden klifkust domineert. De overgang tussen de twee typen kust ligt ongeveer bij de monding van de Yangtze, niet ver van de Hangzhoubaai.
Langs de kust is de bevolkingsdichtheid hoger dan in de rest van China, vooral in de delta van de Yangtse, met de miljoenensteden Hangzhou, bijna 10 miljoen inwoners, Nanjing, ongeveer 8 miljoen inwoners, en Shanghai. Met rond de 23 miljoen inwoners is Shanghai de grootste stad van China. Het heeft ook de grootste haven ter wereld en is een internationaal financieel en zakencentrum. Nanjing is de oude hoofdstad en staat bekend om zijn universiteiten. Om het vervoer tussen Beijing, de hoofdstad in het noorden, Beijing betekent hoofdstad in het noorden, en Nanjing, dat hoofdstad in het zuiden betekent, te vergemakkelijken werd al in de 7e eeuw het Grote Kanaal voltooid. Het kanaal verbindt de benedenlopen van de Gele Rivier en de Yangtze. Het is bijna 1800 km lang en nog steeds een van de langste kanalen ter wereld. Het Grote Kanaal is behalve een doorgang voor de scheepvaart ook een van de waterwegen waarover grote hoeveelheden drinkwater naar het droge noorden worden geleid als onderdeel van het zuid-naar-noordwatertransferproject. Dit project zal als het rond 2030 gereed is rond de 44 miljard m³ water naar het noorden transporteren.
De Yangtzedelta is samen met de omringende kustvlakte waarschijnlijk het oudste geïrrigeerde landbouwgebied van China. De oprukkende stedelijke bebouwing vernietigt echter in rap tempo productief bouwland. Hoe de enorme bevolking zowel gevestigd als gevoed kan worden is de kern van de Chinese ruimtelijke problematiek, die in dit gebied nog duidelijker zichtbaar is dan in andere delen van het land.

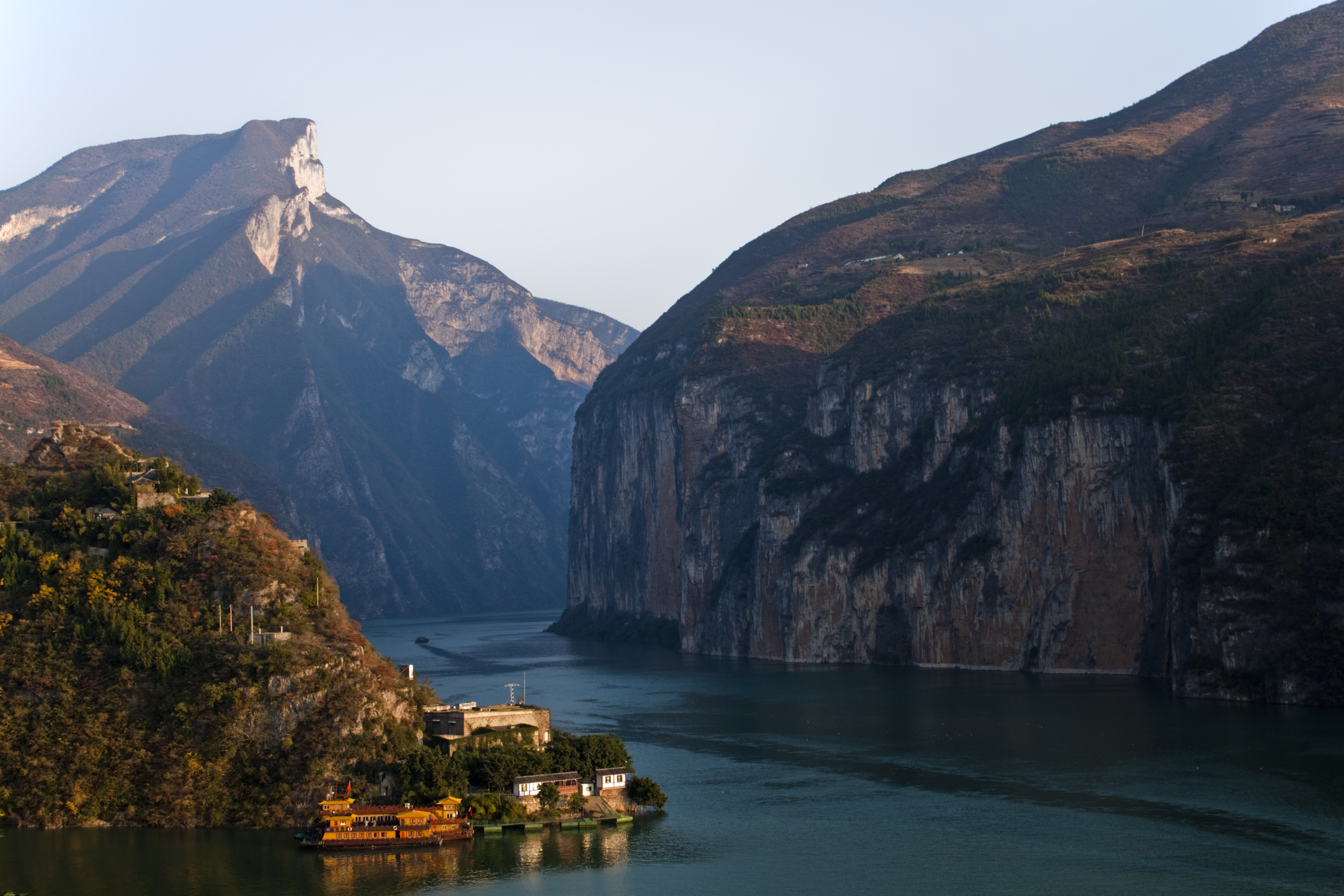
De Yangtze bij de kloof Qutang Xia, de bovenste van de Drie Kloven. De rivier stroomt hier door een kloof waarvan de rotswanden op plekken niet veel meer dan 100 m uit elkaar liggen.

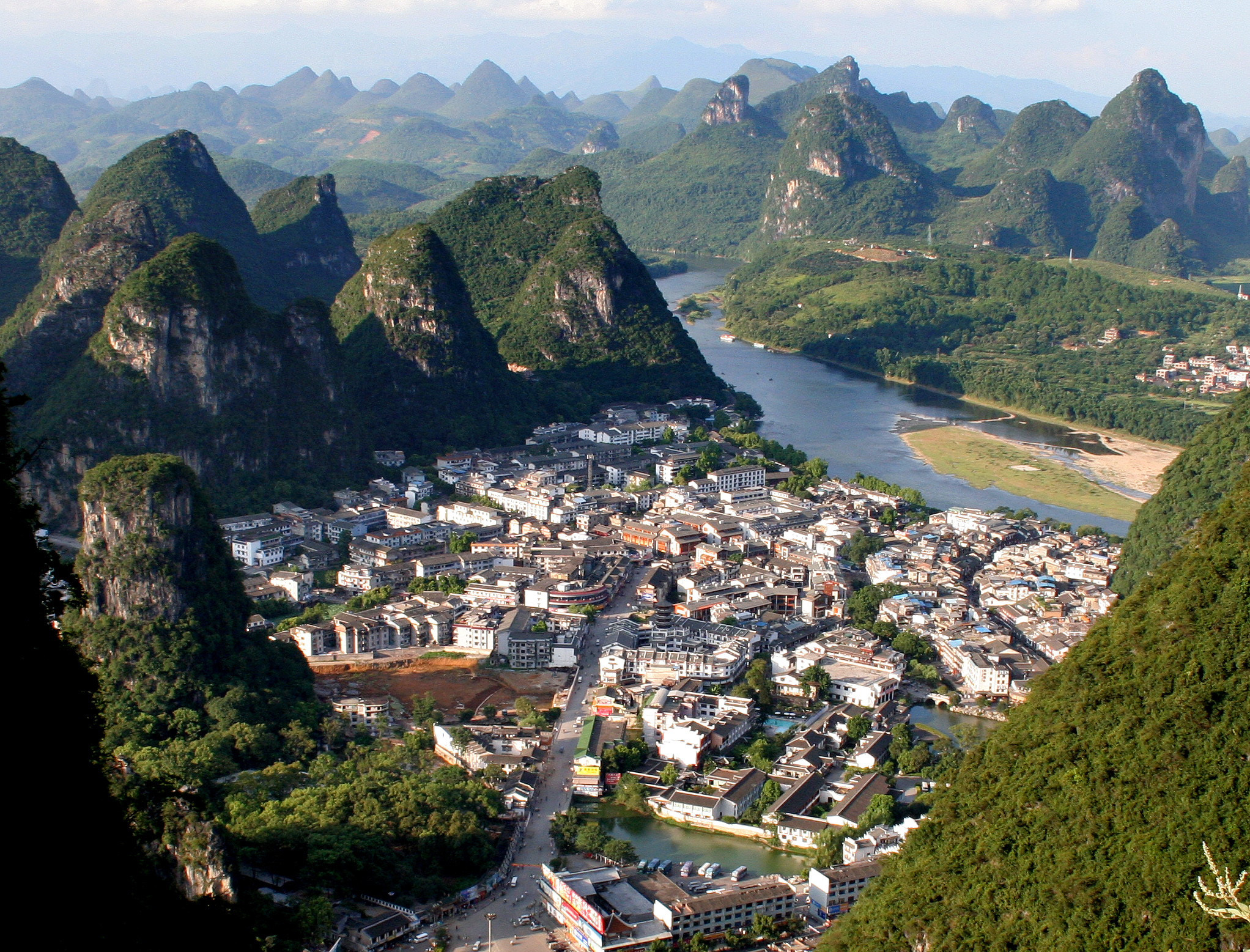
Karstlandschap bij Yangshuo, nabij Guilin (provincie Guangxi).

### Zuid-China
De Yangtze vanaf de kust inwaarts volgend komt men in de vruchtbare Jianghanvlakte, waar het landschap bestaat uit een uitgestrekte aaneenschakeling van rijstvelden. Geografisch is dit ongeveer het middelpunt van China. De grootste stad in het gebied is Wuhan (bijna 8 miljoen inwoners). Verder stroomopwaarts stuit men op de Wu Shan, een gebergte waar de Yangtse in een serie spectaculaire doorbraakdalen doorheen stroomt, de Drie Kloven. De in 2008 operationeel geworden Drieklovendam op deze plek in de Yangtze is de grootste waterkrachtcentrale ter wereld.
Ten zuiden van de Jianghanvlakte ligt het plateauland van het zuiden van China. Het gebied vertoont een typisch karstlandschap met steile kalksteenkliffen. Met name rondom de stad Guilin is de kalksteen op een unieke manier geërodeerd in rij op rij van steile, alleenstaande bergjes. De zuidkust van het Chinese vasteland is grillig en rotsig van uiterlijk. Het kustgebied rond de provincie Fujian was in het verleden slecht bereikbaar over land maar dienden als uitgangspunt van overzeese expedities. Veel in andere delen van Azië wonende Chinezen komen uit dit gebied.
In de provincies Guangxi en Guangdong is Kantonees de voertaal. De hoofdstad van Guangxi is Nanning (ongeveer 4 miljoen inwoners), dat per spoor en autosnelweg verbonden is met Vietnam. Guangdong wordt beheerst door de megalopool van de Parelrivierdelta. Dit is met bijna 60 miljoen inwoners het grootste stedelijk gebied ter wereld. De grootste steden in het gebied zijn Shenzhen (bijna 13 miljoen inwoners), Guangzhou (Canton) (meer dan 11 miljoen inwoners), Foshan (rond de 7 miljoen inwoners), Dongguan (meer dan 8 miljoen inwoners) en Hongkong (meer dan 7 miljoen inwoners). Hongkong en Macau genieten binnen de volksrepubliek politieke en economische autonomie als "speciale bestuurlijke regio's".

### West- en Zuidwest-China

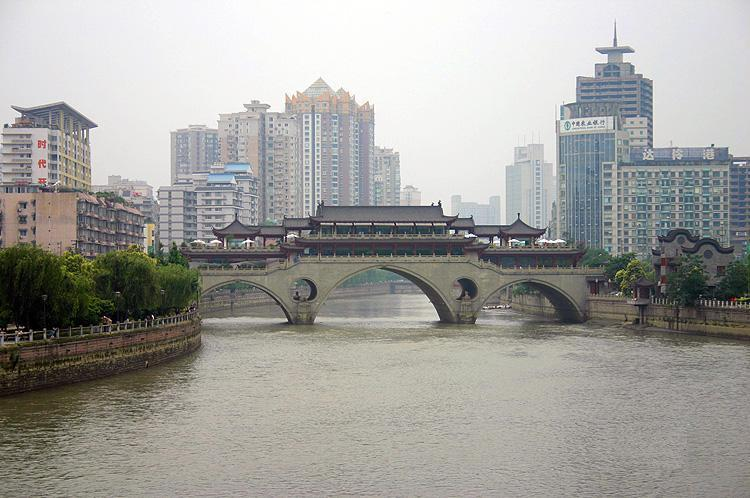
De Anshun-brug in Chengdu, de grootste stad van West-China.

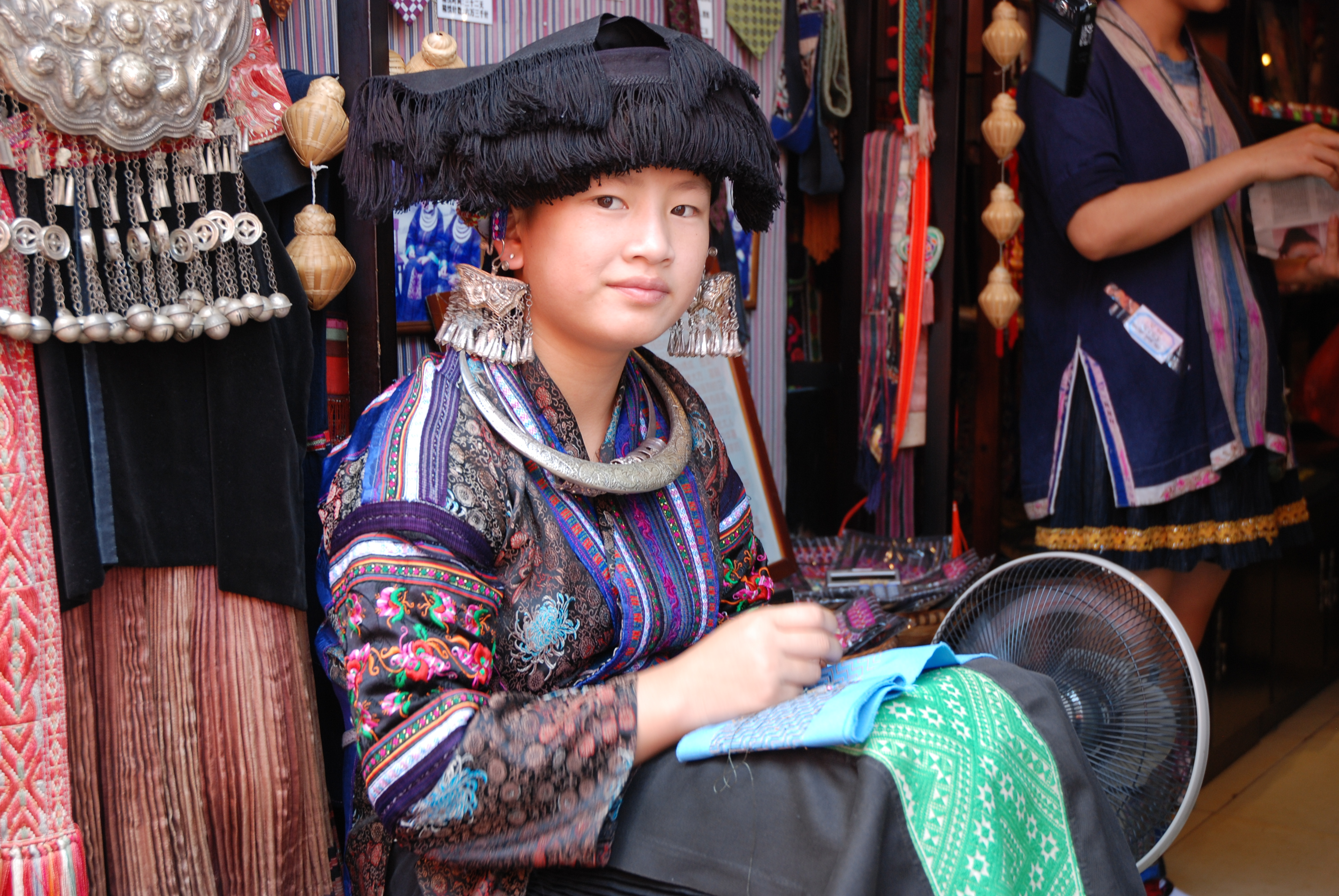
Jonge vrouw in Hmong-klederdracht. De Hmong worden door de regering van de Volksrepubliek onder het etnoniem Miao ingedeeld, een van de 56 officieel door haar erkende etnische minderheden. Ongeveer 9 miljoen Miao leven in de provincies Yunnan, Guangxi en Guangdong.

De Yangtze vanaf de Drie Kloven verder stroomopwaarts volgend komt men in een groot vlak gebied, het bekken van Sichuan. In het noorden vormt de Qinling Shan de scheiding tussen het bekken en het noordelijk Lössplateau. De Yangtze is stroomopwaarts bevaarbaar tot Chongqing (ongeveer 8 miljoen inwoners). Deze stad heeft de grootste inlandse haven ter wereld. Het grootste deel van het bekken valt echter in de gelijknamige provincie Sichuan, een regio met lokale dialecten en talen en een eigen cultuur en keuken. De hoofdstad Chengdu (rond de 10 miljoen inwoners) is bekend om zijn oude tempels, parken en zijn pandafokcentrum, een instituut dat een belangrijke rol speelt bij het beschermen van de reuzenpanda tegen uitsterven.
Het bekken van Sichuan wordt aan de westkant afgesloten door een andere serie hoge bergketens, waarvan de Qionglai Shan de eerste is. In het westen gaat de Qinling Shan over in de hogere Qilian Shan en het onherbergzame Tibetaans Plateau. Ten noorden van het Tibetaans Plateau ligt het iets beter begaanbare Alashanplateau. De zogenaamde Zijderoute, waarover handelaren eeuwenlang naar het westen van Azië en Europa trokken, loopt van Xi'an en Lanzhou naar de voet van de bergen en dan verder naar het westen richting het Tarimbekken. Deze doorgang wordt de Hexi-corridor genoemd en was eeuwenlang van grote strategische waarde voor China. In dit gebied ligt ook het westelijke uiteinde van de Grote Muur, bij Jiayuguan.
Ten zuiden van Sichuan ligt de provincie Yunnan, die geografisch, etnisch, cultureel en historisch een buitenbeentje vormt. Deze provincie ligt op het Yunnan-Guizhouplateau, dat in het westen overgaat in het hooggebergte van de Hengduan Shan, die onderdeel is van de Grotere Himalaya. Het landschap van Yunnan bestaat uit grillige bergruggen en klovige dalen. In Yunnan leven meer leden van etnische minderheidsgroepen dan in andere provincies. Deze hebben elk hun eigen taal en cultuur. Voorbeelden zijn de Yi, Bai, Hani, Zhuang, Dai, en Hmong. Veel van deze volkeren komen ook in aangrenzend Guangxi en Guangdong voor. Yunnan vormt daarnaast de overgang naar Tibet en de doorgang tot India en Zuidoost-Azië (Myanmar, Thailand, Laos). De bovenlopen van de Irrawaddy, Salween en Mekong stromen hier in het "gebied van drie parallelle rivieren" naar het zuiden.

### Noordoosten (Mantsjoerije)
Noordoost-China of Mantsjoerije is het oorspronkelijk met bos bedekte land ten noordoosten van Beijing en ten oosten van de Gobiwoestijn en Mongolië. Het grootste deel van Mantsjoerije is in de laatste vier eeuwen, onder de Qing-dynastie, geleidelijk in China geïntegreerd. Hoewel de oorspronkelijke taal van het gebied, het Mantsjoe, er geheel is uitgestorven, zijn in de grensgebieden met Rusland nog plekken waar de oorspronkelijke sjamanistische godsdienst wordt uitgeoefend. In de 20e eeuw heeft Mantsjoerije voor korte tijd onder zowel Russische als Japanse invloed gestaan en van beide buurlanden hebben hier hun sporen achtergelaten. Tegenwoordig vormt de Amoer de grens tussen de Chinese volksrepubliek en Rusland. Het achtergelegen gebied ("Buiten-Mantsjoerije") tot de Japanse Zee hoorde tijdens de Qing-dynastie ook bij China.
Mantsjoerije bestaat uit een centrale vlakte met ongeveer 20% van het totale Chinese landbouwgebied. In tegenstelling tot meer naar het zuiden gelegen gebieden kan er slechts eenmaal per jaar geoogst worden wegens de seizoensgebonden extreem lage temperaturen. De herfst brengt geregeld overstromingen, terwijl tijdens de lente juist droogte voor problemen kan zorgen. Naast de landbouw komen in het gebied ook veel grondstoffen voor. Met name liggen er veel steenkoolmijnen. In de grensgebieden komt ook nog steeds veel bosbouw voor.
De bergen van de Da Xing'an Shan in het westen beschermen Mantsjoerije tegen de ergste invloeden van de Gobiwoestijn. In het oosten ligt de Changbai Shan met erachter de rivieren Yalu en Tumen, die de natuurlijke grens met Noord-Korea vormen.

### Eilanden
Het eiland Taiwan is sinds de 17e eeuw onderdeel gaan uitmaken van de Chinese wereld. In die periode arriveerden kolonisten uit de Chinese provincie Fujian in grote aantallen op het eiland. Sinds de Kwomintang zich naar Taiwan terugtrok (na de communistische revolutie van 1949 op het vasteland van China) is de overgrote meerderheid van de bevolking Chinees. Hoewel het in de loop der geschiedenis niet lang of vaak onderdeel van China was, maakt de volksrepubliek aanspraak op het eiland, dat echter de facto een onafhankelijke staat is.
Taiwan is ongeveer 380 km lang van noord naar zuid en is onderdeel van de Ring van Vuur, de keten van vulkanen rond de Grote Oceaan. Desondanks zijn er geen actieve vulkanen op het eiland, maar het grootste deel van Taiwan bestaat uit bergland. In de lengte-as ligt een hoge bergketen, de Chungyang Shan, met toppen boven de 3000 m. De bergen hebben een geleidelijk hellende westflank, die overgaat in de westelijke kustvlakte waar het grootste deel van de Taiwanese bevolking leeft. De oostflank van de bergen eindigt abrupt in de Grote Oceaan (Filipijnenzee) en zijn veel minder bevolkt. Aan deze kant van het eiland wonen de meeste Taiwanese aboriginals, de oorspronkelijke bevolkingsgroepen.
Het eiland Hainan ligt verder naar het zuidwesten en is heeft eveneens een grotendeels grillig binnenland, hoewel de toppen er minder hoog zijn dan op Taiwan. Net als andere gebieden in het zuiden van China heeft dit eiland grote etnische minderheden. Het is de enige provincie van de volksrepubliek met een tropisch klimaat.

### Chinese invloed in andere delen van Oost-Azië
In wijdere zin kan een gebied in het oosten en zuidoosten van Azië onderscheiden worden waar de Chinese cultuur een belangrijke invloed heeft. Dit is wel de zogenaamde sinosfeer genoemd. Korea en Japan hebben in de loop der geschiedenis bijvoorbeeld een sterk culturele en religieuze uitwisseling met China gehad. Met name op gebied van religie en filosofie zijn er sterke overeenkomsten.

## Politieke indeling
Tijdens de burgeroorlog waren de buitengebieden onafhankelijk door het wegvallen van een centraal gezag. Na de overwinning van de communisten onder Mao Zedong in 1949 trok de overwonnen nationalistische regering zich terug op Taiwan, dat als het enige deel van China nog in handen van de nationalisten was. Sindsdien bestaan er de facto twee staten: de Republiek China (Taiwan), en de Volksrepubliek, die verreweg het grootste is.
De zogenaamde autonome gebieden zijn delen van de Volksrepubliek waar Chinezen rond 1950 nog een kleine minderheid van de bevolking vormden. Tibet had een sterk verschillende geografie, bevolking en cultuur, maar heeft historisch altijd sterke religieuze en economische banden met China gehad. Xinjiang werd oorspronkelijk voornamelijk bevolkt door Turkse volkeren waarvan de Oeigoeren de grootste groep zijn. Zij hebben meer taalkundige en culturele verwantschap met Centraal-Azië dan met China. Tibet en Xinjiang waren vanaf de Tang met tussenpozen vazalstaten of buitenposten van China, met name tijdens de vroege Qing-dynastie (1644-1912). De historische en culturele verwantschap tussen het autonome Binnen-Mongolië en de onafhankelijke republiek Mongolië blijkt al uit de naam.
Mantsjoerije werd, na een korte periode van onafhankelijkheid, in 1949 weer verenigd met China. Hongkong en Macau stonden in de 18de en 19de eeuw onder respectievelijk Brits en Portugees koloniaal bestuur. In Taiwan lagen al vanaf de 16e eeuw Europese handelsposten en het eiland heeft een lange geschiedenis van Europese kolonisatie, hoewel het cultureel nauw verwant is gebleven met het vasteland van China.
Bestuurlijk is China in 27 provincies en 7 regio's ingedeeld. Hoewel het centraal gezag vanuit Beijing in theorie strak is, genieten de provincies toch aanzienlijke autonomie in de wijze waarop ze de richtlijnen van Beijing uitvoeren.

## Cultuur
De Chinese cultuur heeft betrekking op een veelheid aan tradities en religieuze gebruiken zoals deze in alle uithoeken van China gedurende de geschiedenis van China hebben bestaan en nog steeds bestaan. Het uitgestrekte land kent een grote verscheidenheid aan culturen en volkeren, zowel in het verleden als in het heden. De grootste etnische groep - met een grote onderlinge verscheidenheid - zijn de Han-Chinezen. China kent echter veel minderheidsvolken, waaronder Mongolen, Oeigoeren en Tibetanen.

### Religie
In China hebben zich van oudsher de volgende religies en filosofieën ontwikkeld c.q. gevestigd:
- Voorouderverering
- Taoïsme
- Confucianisme
- Boeddhisme
- Islam

De traditionele Chinese godsdienst is in feite een mengeling van de eerste vier hierboven genoemde tradities. Daarnaast kent China ook belijders van het christendom.

### Taal

Verspreiding van talen en taalfamilies in China

In China worden honderden verschillende talen gesproken. De meeste daarvan zijn dialecten die tot de Chinese talen gerekend worden, die onderling niet worden begrepen. Uit politieke of culturele overwegingen vermijdt men echter de term 'talen' en wordt het begrip fangyan (方言, letterlijk streektaal) vertaald met dialecten. De officiële taal in zowel de Volksrepubliek als op Taiwan, maar ook in Singapore is het Standaardmandarijn. In en rond Hongkong is de omgangstaal het Standaardkantonees, dat zowel in gesproken als geschreven vorm voorkomt. Rond Shanghai spreekt men Shanghainees, waarvan geen standaard bestaat. Veel etnische minderheden spreken naast een Chinese taal ook hun eigen taal.

### Bevolking
De regering van de Chinese Volksrepubliek deelt de bevolking in in "nationaliteiten". Deze groepen komen echter niet altijd overeen met wat door antropologen als etnische groepen gezien worden. Volgens de officiële lezing behoort 92% van de bevolking van de volksrepubliek tot een groep die Han genoemd wordt, genoemd naar de Han-dynastie uit de eerste eeuwen voor Christus. De andere "nationaliteiten" vormen vergeleken met deze overweldigende meerderheid slechts kleine minderheden en gezamenlijk 8% van de populatie, waarvan het merendeel bestaat uit de oorspronkelijke bewoners van het noord- en zuidwesten van de volksrepubliek.
De grootste minderheden zijn de Oeigoeren, Tibetanen en Mongolen, de oorspronkelijke bevolkingsgroepen van respectievelijk Xinjiang, Tibet en Binnen-Mongolië. Beijing stimuleert de migratie van Chinezen (grotendeels Han) naar deze gebieden en sinds de laatste decennia van de 20e eeuw is het percentage van de bevolking in deze gebieden dat tot de oorspronkelijke groep behoort sterk gedaald. In Binnen-Mongolië is de Han de belangrijkste bevolkingsgroep geworden. De Oeigoeren zijn met name nog goed vertegenwoordigd in het westen van Xinjiang, ten zuiden van de Tian Shan en op de landbouwgronden van de oases in het Tarimbekken. In de steden en het oosten van Xinjiang zijn ze een minderheid in eigen land geworden. In Tibet is het grootste deel van de bevolking volgens de officiële cijfers nog altijd Tibetaans, maar ook hier stijgt het percentage Han.

## Naam
De naam China is afgeleid van Qin (spreek uit:Tsjin), de naam van een van de staten die China vormden. Qin lag in het westen van China en onderwierp de overige Chinese staten waarna de Qin-dynastie werd gesticht in 221 v.Chr., de eerste Chinese dynastie waarin een keizer werd benoemd.
De Chinezen zelf hanteerden als officiële naam: Keizerrijk van de Grote naam-van-de-dynastie, bijvoorbeeld: Keizerrijk van de Grote Ming. De dagelijkse naam was en is voor Chinezen Zhōngguó (vereenvoudigd Chinees: 中国; traditioneel Chinees: 中國; pinyin: Zhōngguó). De officiële Chinese namen van de Volksrepubliek China en van de Republiek China (Taiwan) bevatten niet het karakter voor Qin, maar de karakters voor Zhōngguó. Het eerste deel van Zhōngguó betekent midden of centrum, het tweede deel betekent land of staat. Dit kan verwijzen naar het centrum van beschaving, zoals China zichzelf zag of naar het middelpunt van het land, te weten het gebied met de stad van de keizer. Wie de hoofdstad beheerste, belichaamde de centrale macht in China.

## Geschiedenis

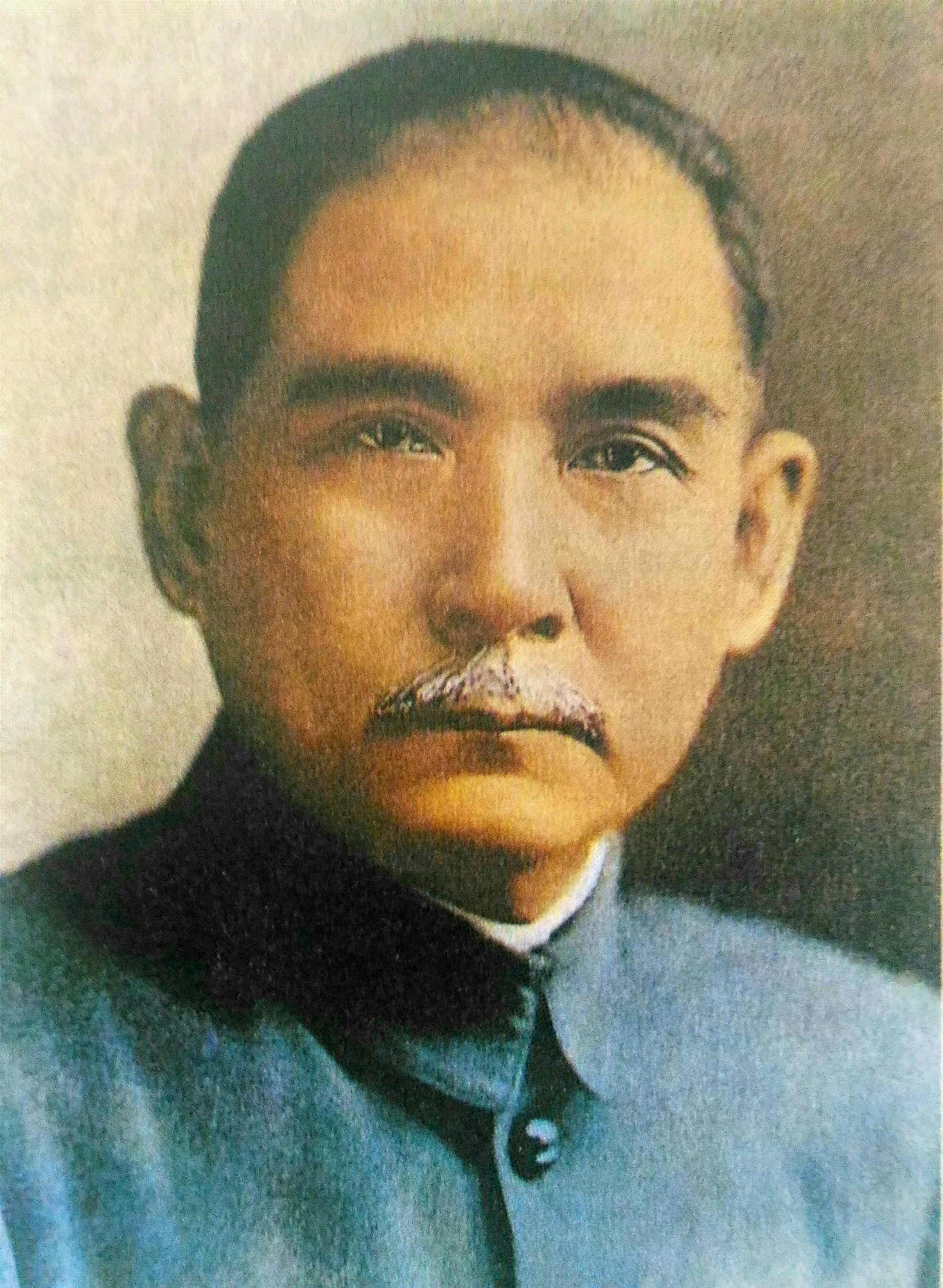
Dr. Sun Yat-sen, grondlegger van het moderne China

China is een van de vroegste centra van beschaving en wordt vrij vroeg in de wereldgeschiedenis een groot verenigd land met een geavanceerde cultuur op het vlak van kunst en wetenschap.
Er zijn aparte artikelen over verschillende perioden in de Chinese geschiedenis:
- prehistorisch China: Prehistorie in China;
- de Chinese oudheid;
- het Chinees Keizerrijk (221 v.Chr.-1912 n.Chr.), verder verdeeld in verscheidene dynastieën;
- de Republiek China tussen 1912 en 1949, sinds 1949 voortgezet op Taiwan;
  - de Republiek China tussen 1912 en 1928;
  - de Republiek China tussen 1928 en 1949, ook wel aangeduid als Nationalistisch China of Kwomintang-China;
- de Volksrepubliek China (1949-heden).